# Guerra Civil Sul-Sudanesa
A Guerra Civil Sul-Sudanesa foi um conflito militar que aconteceu no Sudão do Sul, entre as forças do governo e as da oposição. Estimativas apontam que pelo menos 400 mil pessoas foram mortas na guerra e outras duas milhões foram deslocadas de suas casas, de acordo com a ONU. Diversas tentativas de cessar-fogo já ocorreram, mas todas acabaram falhando. A primeira delas em 23 de janeiro de 2014 seguida por mais uma em 9 de maio de 2014. O conflito tinha um caráter fortemente étnico e sectário, sendo o governo representado pelos dinka e a oposição pelos nuer.
Em 22 de fevereiro de 2020, o presidente Salva Kiir e Riek Machar, seu principal rival, firmaram um acordo para formar um governo de unidade nacional, encerrando, pelo menos formalmente, a guerra.

## Desenvolvimento do conflito

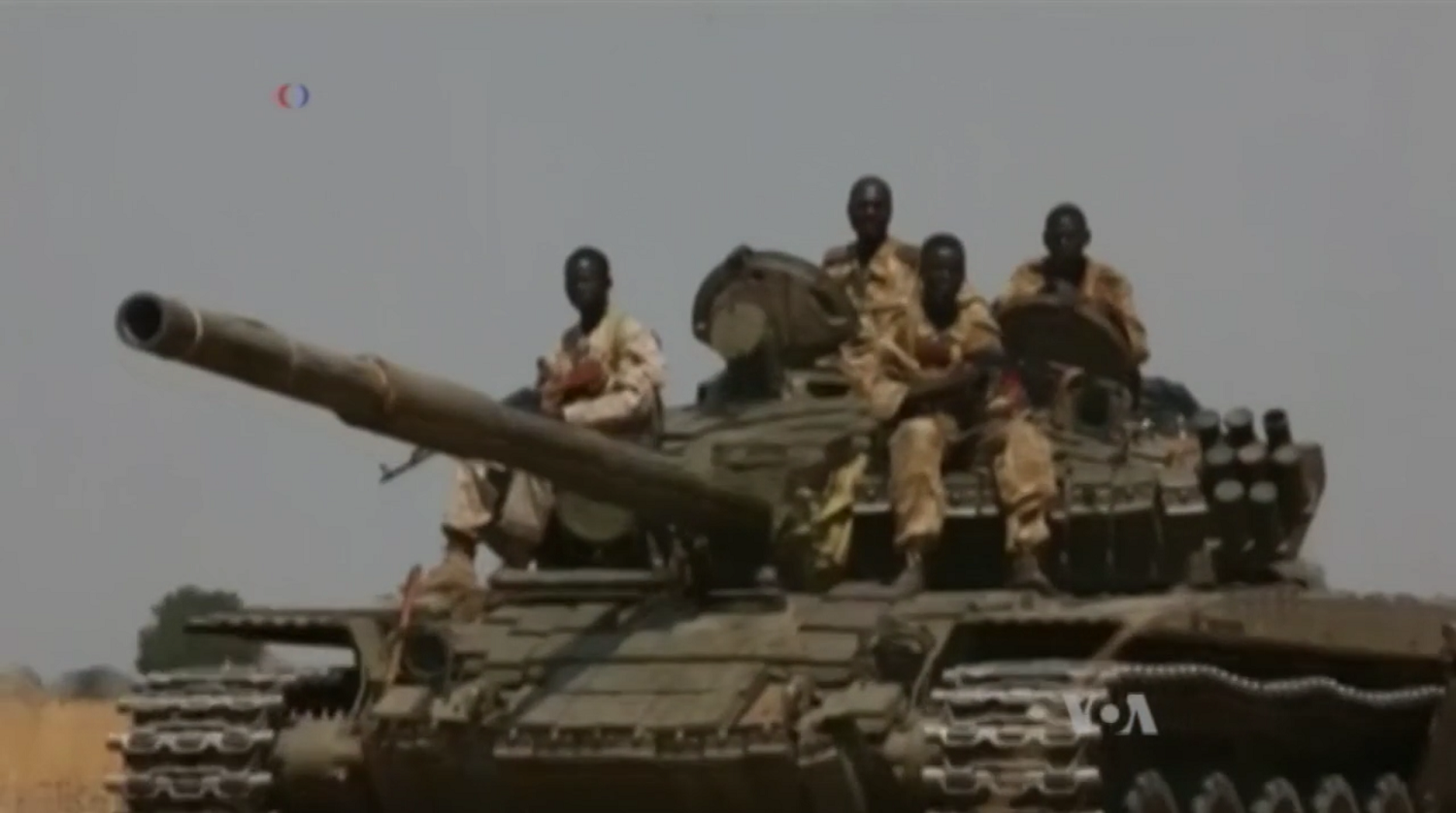
Um tanque T-72 do Exército Popular de Libertação do Sudão.

O conflito teve início em 15 de dezembro de 2013, no encontro do Conselho da Libertação Nacional em Nyakuron, quando os líderes de oposição Riek Machar, Pagan Amum e Rebecca Garang votaram por boicotar o encontro a ocorrer em 15 de dezembro. O presidente Salva Kiir ordenou então o desarmamento de todas as tropas. Depois de desarmadas foi ordenado o rearmamento dos Dinka, em resposta os membros da etnia Nuer se rearmaram. Os combates irromperam entre esses grupos e se espalharam para as ruas da capital Juba quando membros dinka do SPLM começaram a atacar civis da etnia Nuer
O presidente acusou seus opositores de tentarem um golpe de Estado, mas que a situação estava controlada. Em 18 de dezembro, Machar negou qualquer tentativa de golpe e acusou o presidente de fabricar tal alegação para atacar adversários políticos, afirmando que a violência havia sido iniciada pela guarda de Kiir.
A violência se espalhou de Juba para as cidades vizinhas. Em 19 de dezembro a cidade de Bor foi atacada e tomada por milícias Nuer. Sendo retomada por forças do governo no fim de dezembro. Os combates se intensificaram entre dezembro e janeiro, e no dia 23 de janeiro ocorreu a primeira tentativa de cessar-fogo. Esse acordo foi rompido em 26 de janeiro quando forças leais ao governo atacaram posições rebeldes, acusação que o governo nega, culpando os rebeldes pela ofensiva.
Em 20 de abril de 2014, mais de 200 civis foram massacrados por tropas Nuer em Bentiu. Suspeitas de que todas as vítimas fossem da etnia Dinka. Em 9 de maio um segundo cessar-fogo foi assinado, mas colapsou em questão de horas. Em 11 de Junho, Kiir e Machar concordaram em iniciar negociações para a formação de um novo governo. Contudo ambos os lados boicotaram as negociações e em 16 de junho o cessar-fogo foi violado.
Em 2 de outubro de 2014, as negociações de paz foram retomadas.
Em Agosto de 2015, ambas as partes concordaram em assinar um tratado de cessar-fogo. Entre outras recomendações, o acordo garantia o retorno de Machar a vice-presidência do país. Em Abril de 2016, este retornou a capital Juba e a vice-presidência.
Em Julho de 2016, houve a retomada de fortes conflitos armados na região de Juba. Mais de 300 pessoas morreram e mais de 40 ficaram feridas. Após o presidente Kiir e o vice-presidente Machar tentarem por fim aos confrontos, Maachar deixou Juba. Para a continuação das negociações de paz, Taban Deng Gail, ministro de minas e negociador-chefe dos rebeldes, foi indicado para o seu lugar como vice-presidente. Machar porém alega que as negociações são inválidas pois já havia despedido Gail.
Em fevereiro de 2020, Salva Kiir e Riek Machar anunciaram que haviam chegado a um acordo para formar um governo de unidade nacional. Entre alguns pontos de disputa, estavam o número de estados que o país teria e quem controlaria as regiões produtoras de petróleo (a principal fonte de renda do Sudão do Sul). Em 22 de fevereiro, Machar foi empossado como vice de Kiir, encerrando, formalmente, as hostilidades entre os dois.

### Retorno do conflito em 2021
Confrontos entre grupos locais armados, como também forças governistas e da oposição, tomaram força entre junho e outubro de 2021 no estado de Equatoria Ocidental, dezenas de fatalidades e milhares de deslocados foram relatados, a situação de violência pode configurar novos crimes de guerra, segundo a Anistia Internacional. Vilas inteiras foram destruidas por todas as forças envolvidas no conflito. Ataques às comunidades Azande e Balanda foram particularmente denunciados.

## Nações Unidas identifica crimes contra a humanidade

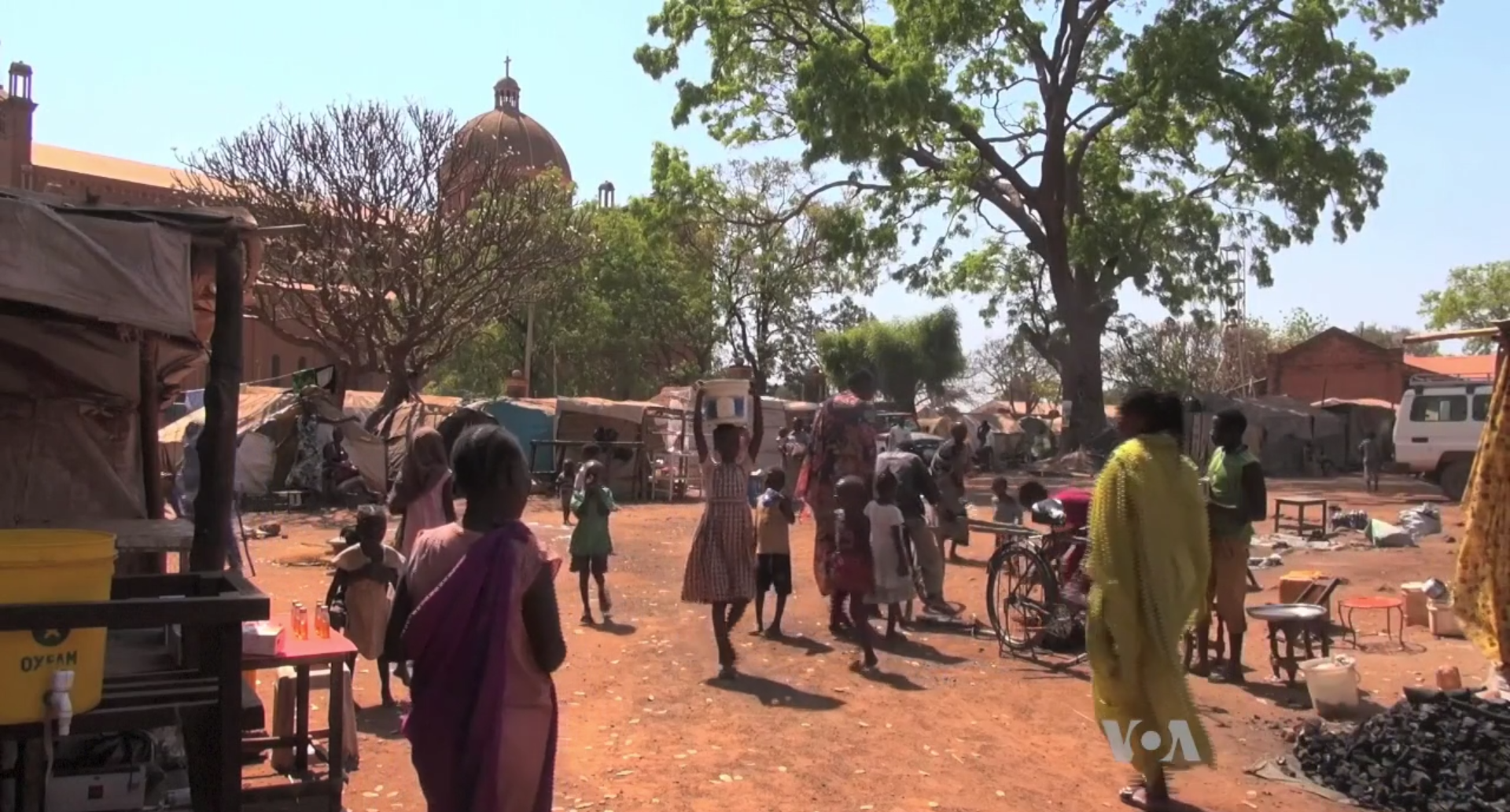
Um campo de refugiados sudanês.

Em fevereiro de 2018, a Comissão de Direitos Humanos das Nações Unidas no Sudão do Sul tornou público um relatório onde identifica 40 militares do governo como os responsáveis por diversos crimes de guerra e contra a humanidade, tendo como alvo a população civil.
Entre os casos de violência descritos no documento estavam pessoas que foram castradas, tiveram seus olhos arrancados ou foram degoladas. O documento ainda inclui o relato de uma mulher, mãe de um menino de 12 anos, que para sobreviver teve que estuprar a própria avó. A mesma mulher viu seu marido ser castrado.
O relatório inclui apenas uma parte de toda a informação recolhida, que inclui 58 mil documentos e declarações de 230 testemunhas. O relatório deve ser usado para julgar os autores em tribunais e para outros mecanismos previstos no Acordo de Paz assinado em 2015.